# Exsicata

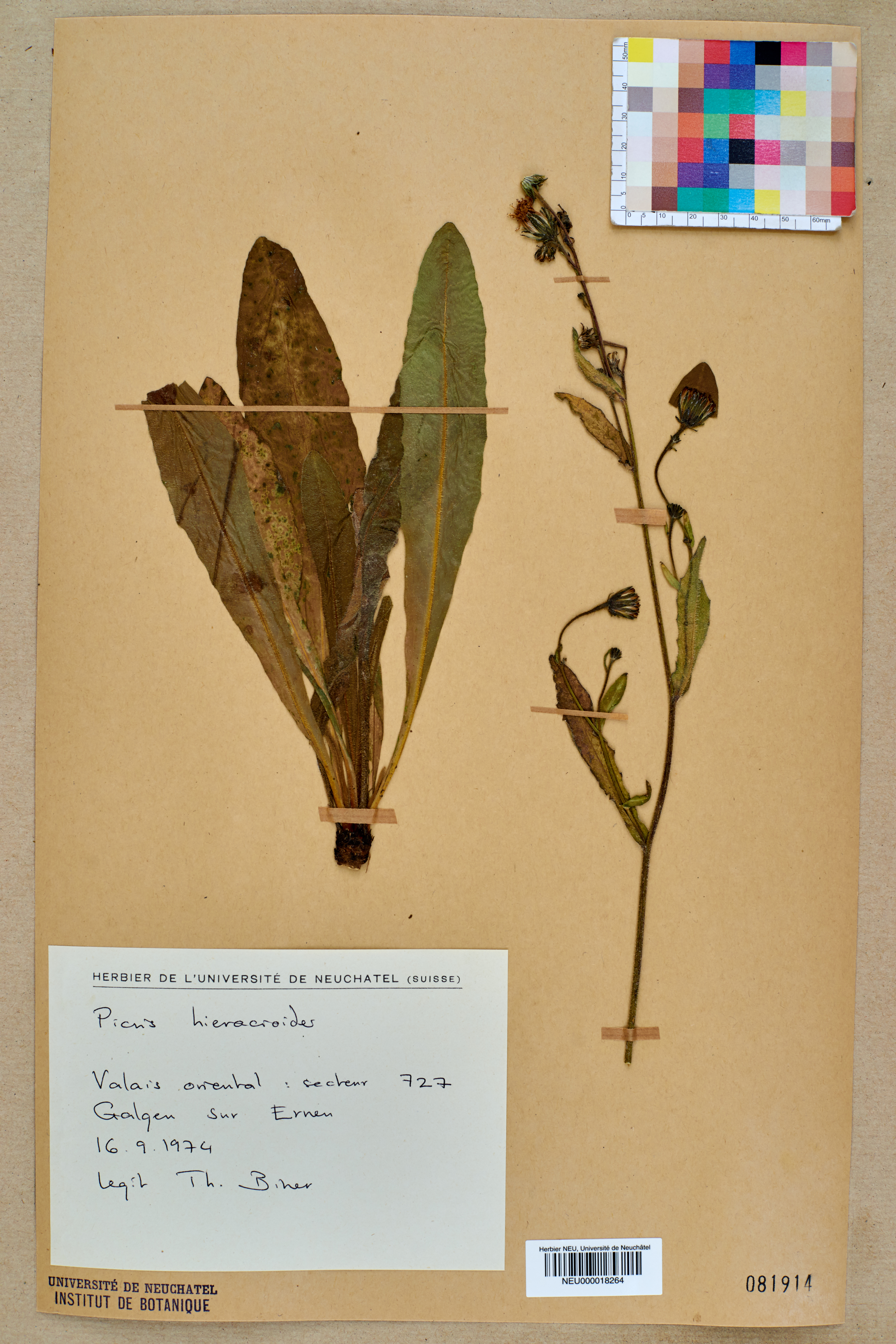
Exsicata de Picris hieracioides.

Exsicata é uma amostra de planta ou alga que é prensada e em seguida seca numa estufa, com temperatura acima apropriada para o material, que posteriormente são fixadas em uma cartolina de tamanho padrão (A3) acompanhadas de uma etiqueta ou rótulo contendo informações sobre o vegetal, coletor, identificador do material, data de coleta e local, para fins de estudos nas áreas de botânica. Exsicatas geralmente são guardadas em herbários, de modo a serem conservadas por anos. 

## Cuidados na preparação de uma exsicata
Devem ser coletadas plantas que contenham estruturas reprodutivas como flores ou frutos, para facilitar a identificação, no caso de plantas de pequeno porte, devem ser retiradas inteiras, junto com a raiz. No caso de arbustos ou árvores, devem ser coletados ramos com cerca de 30 cm, onde estão as flores e frutos. Já as algas, podem ser coletadas em costões rochosos quando a maré estiver baixa, para o procedimento pode ser utilizado o auxílio de uma espátula para coleta e para o transporte os materiais devem ser armazenados em algum recipiente com um pouco de água, com o intuito de evitar a dessecação.
A secagem do material deve ser feita à sombra, com o material prensado em jornal, papelão e madeira e se a secagem for realizada a temperatura ambiente, o jornal deve ser trocado todos os dias, para evitar o crescimento de fungos. Devem ser anotados dados da coleta, como nome da planta, data da coleta, etc. Após a secagem, a planta deve ser fixada em papel ou cartolina, de preferência com linha e agulha. Para a secagem das algas, os procedimentos são parecidos, porém, a alga deve ser fixada na cartolina com o auxílio de um pincel, quando ainda estiver molhada. À direita da planta devem ser anexados os dados da planta, em uma etiqueta contendo nome científico, nome popular, local e data da coleta, nome do coletor e o nome do botânico que identificou.

## Importância do Herbário
O herbário permite preservar Embryophyta, conhecidas como plantas terrestres que possuem embrião, e algas marinhas, de modo a garantir que posteriormente a biodiversidade vegetal possa ser estudada e analisada em diversas pesquisas ou espaços educativos. A partir de exsicatas em herbários é possível compreender características morfológicas, região em que possivelmente poderiam estar e em que tempo, assim traçar uma história taxonômica e filogenética dos organismos vegetais.